# Davide Baiocco
Davide Baiocco (* 8. Mai 1975 in Perugia) ist ein italienischer ehemaliger Fußballspieler auf der Position eines Mittelfeldspielers.

## Karriere
Aufgewachsen in der Jugendabteilung von Perugia Calcio debütierte er in der Saison 1992/93 beim Fünftligisten AS Gubbio 1910 in der Serie D und absolvierte im Verlauf des Kalenderjahres 1995 seine ersten Profieinsätze bei Perugia Calcio in der Serie B. In Folgezeit wurde er jedoch an einige Vereine ausgeliehen, um dort Erfahrungen zu sammeln. Im Jahre 2000 kehrt Baiocco wieder zurück nach Perugia und erkämpft sich dort einen Stammplatz. In der Saison 2002/03 wird er von Juventus Turin gekauft, wo er wegen mangelnden Vertrauens des Trainers und der starken Konkurrenz kaum zum Einsatz kommt. So wurde er im Januar an Piacenza verliehen und anschließend an Reggina Calcio verkauft. Im Jahre 2004 kehrte er wieder zurück nach Perugia, wo er eine Saison lang in der Serie B spielt. Ab der Saison 2005 spielte Baiocco für Catania Calcio, wo ihm 2006 der Aufstieg in die italienische Serie A gelang. Schnell wurde er zum absoluten Lieblingsspieler der sizilianischen Fans, sodass er 2007 zum Kapitän gewählt wurde. Am 19. April 2009 absolvierte Baiocco sein letztes Spiel für Catania, nachdem er angekündigt hatte, dass er trotz der Liebe zu diesem Verein gehen muss, um weitere Probleme mit dem Vorstand zu vermeiden.
Im Sommer 2009 schloss sich Baiocco Brescia Calcio in der Serie B an, mit dem er in der Saison 2009/10 den Aufstieg schaffte.